# Jevgenij Lomtev
Jevgenij Lomtev (* 20. října 1961) je bývalý sovětský atlet, halový mistr Evropy v běhu na 400 metrů z roku 1983.

## Sportovní kariéra
V roce 1983 se stal halovým mistrem Evropy v běhu na 400 metrů. O rok později zaběhl svůj nejrychlejší čas na této trati – 45,05.